# Patrick Lefevere. Godfather van de koers
Patrick Lefevere. Godfather van de koers is een zesdelige Belgische sportdocumentaire over wielermanager Patrick Lefevere die uitgezonden werd van 8 maart tot 12 april 2023 op Canvas.

## Inhoud
De eerste aflevering gaat over hoe Lefevere staat en omgaat met zijn ploeg en familie. En hoe hij omgaat met grote stress momenten zoals de val van Fabio Jakobsen in de Ronde van Polen. In de tweede aflevering gaat het over de constante zoektocht naar nieuwe sponsors voor de ploeg. In de derde aflevering gaat het over de vele wereldkampioenen die de ploeg heeft voortgebracht. In de vierde aflevering gaat het over de valse beschuldigingen van dopinggebruik binnen de ploeg en de rechtszaak tegen Het Laatste Nieuws. In de vijfde aflevering gaat het over de vele overwinningen die Lefevere zelf en zijn ploegen onder zijn hoede hebben behaald. In de laatste aflevering gaat het over de toekomst van de ploeg en het wielertalent Remco Evenepoel.
Komen aan het woord: Patrick Lefevere, Dieter Lefevere, Rita Lefevere, Rik Lefevere, Jo Planckaert, Stephanie Clerckx, Brian Holm, Davide Bramati, Yvan Vanmol, Remco Evenepoel, Yves Lampaert, Tom Boonen, Johan Museeuw, Julian Alaphilippe, Fabio Jakobsen, Nick Nuyens, José De Cauwer, Wilfried Peeters, Paul De Geyter, Zdenek Bakala, Tim Declercq, Nico Mattan, Mark Cavendish, Wouter Vandenhaute, Dirk Nachtergaele, Peter Van Petegem, Richard Virenque, Marc De Windt, Ferdi Van Den Haute, Frank Hoste, Adrie van der Poel, Tom Steels, Hans Vandeweghe en Bram Tankink.

## Afleveringen
| Afl. | Titel                                | Uitzending    | Kijkcijfers |
| ---- | ------------------------------------ | ------------- | ----------- |
| 1.   | Godfather en crisismanager           | 8 maart 2023  | 232.169     |
| 2.   | De 'geldwolf' Lefevere               | 15 maart 2023 | 205.759     |
| 3.   | Wereldkampioenen                     | 22 maart 2023 | 274.217     |
| 4.   | Geruchten                            | 29 maart 2023 | 266.771     |
| 5.   | De ultieme winnaar                   | 5 april 2023  |             |
| 6.   | Een toekomst rond het fenomeen Remco | 12 april 2023 |             |